# Misuzu Enomoto
Misuzu Enomoto (jap. 榎本美鈴 Enomoto Misuzu; ur. 7 września 1997) – japońska zapaśniczka walcząca w stylu wolnym.
Złota medalistka akademickich MŚ w 2018. Pierwsza w Pucharze Świata w 2019. Mistrzyni świata U-23 w 2019. Druga na mistrzostwach Azji juniorów w 2017 i kadetów w 2014 roku.